# Hippopus porcellanus
Hippopus porcellanus је шкољка из реда Veneroida и фамилије Tridacnidae.

## Угроженост
Ова врста се сматра рањивом у погледу угрожености врсте од изумирања.

## Распрострањење
Ареал врсте је ограничен на мањи број држава. 
Врста је присутна у Кини, Индонезији, Филипинима и Палауу.